# Lumnamping-College
Das Lumnamping-College (Thai: วิทยาลัยลุ่มน้ำปิง, „Pingtal-Kolleg“) ist ein privates Kolleg in der nordthailändischen Provinz Tak.

## Allgemeines
Der Name geht zurück auf den Mae Nam Ping (Ping-Fluss). Das Lumnamping-College wurde am 3. Dezember 1997 gegründet und nahm 1998 den Lehrbetrieb auf.

## Einrichtungen und Studienmöglichkeiten
Es umfasst drei Fakultäten:
- Fakultät für Betriebswirtschaft
- Fakultät für Gesellschaftswissenschaften
- Fakultät für Politikwissenschaft

## Adresse
Die Adresse ist 290 Moo 2 Phahon Yothin Road, Nong-Bau-Tai, District Tak, 63000 Thailand. 